# Championnat de Pologne de football 1956
Navigation
Édition précédente Édition suivante
La saison 1956 du championnat de Pologne est la vingt-huitième saison de l'histoire de la compétition. Cette édition a été remportée par le CWKS Varsovie pour la deuxième fois consécutive, devant l'Unia Chorzów.

## Les clubs participants
| Club               | Ville     |
| ------------------ | --------- |
| Budowlani Opole    | Opole     |
| CWKS Varsovie      | Varsovie  |
| Garbarnia Cracovie | Cracovie  |
| Gornik Zabrze      | Zabrze    |
| Gwardia Bydgoszcz  | Bydgoszcz |
| Gwardia Cracovie   | Cracovie  |
| Gwardia Varsovie   | Varsovie  |
| Kolejarz Poznań    | Poznań    |
| Lechia Gdańsk      | Gdańsk    |
| LKS Łódź           | Lódź      |
| Stal Sosnowiec     | Cracovie  |
| Unia Chorzów       | Chorzów   |

## Compétition

### Classement
| Rang | Équipe              | Pts | J  | G  | N | P  | Bp | Bc | Diff |
| ---- | ------------------- | --- | -- | -- | - | -- | -- | -- | ---- |
| 1    | CWKS Varsovie (C)   | 34  | 22 | 15 | 4 | 3  | 65 | 17 | +48  |
| 2    | Unia Chorzów        | 29  | 22 | 11 | 7 | 4  | 35 | 23 | +12  |
| 3    | Lechia Gdańsk       | 27  | 22 | 10 | 7 | 5  | 25 | 21 | +4   |
| 4    | ŁKS Łódź            | 26  | 22 | 10 | 6 | 6  | 38 | 26 | +12  |
| 5    | Gwardia Cracovie    | 23  | 22 | 9  | 5 | 8  | 38 | 34 | +4   |
| 6    | Górnik Zabrze (P)   | 23  | 22 | 9  | 5 | 8  | 32 | 33 | -1   |
| 7    | Budowlani Opole (P) | 20  | 22 | 8  | 4 | 10 | 34 | 41 | -7   |
| 8    | Kolejarz Poznań     | 20  | 22 | 7  | 6 | 9  | 25 | 38 | -13  |
| 9    | Gwardia Varsovie    | 18  | 22 | 5  | 8 | 9  | 23 | 36 | -13  |
| 10   | Stal Sosnowiec      | 17  | 22 | 6  | 5 | 11 | 35 | 43 | -8   |
| 11   | Gwardia Bydgoszcz   | 15  | 22 | 5  | 5 | 12 | 20 | 36 | -16  |
| 12   | Garbarnia Cracovie  | 12  | 22 | 5  | 2 | 15 | 27 | 46 | -19  |

| Légende | Légende                                                      |
| ------- | ------------------------------------------------------------ |
|         | Champion de Pologne                                          |
|         | Relégation en II Liga                                        |
|         | (P) : Promu (C) : Vainqueur de la Coupe de Pologne 1955-1956 |

## Bilan de la saison
| Tableau d'Honneur |               |
| Compétition       | Vainqueur     |
| I Liga            | CWKS Varsovie |
| Coupe de Pologne  | CWKS Varsovie |

| Promotions et relégations |                                      |
| Relégués en II Liga       | Gwardia Bydgoszcz Garbarnia Cracovie |
| Promus de II Liga         | Polonia Bytom Górnik Radlin          |

## Meilleurs buteurs
| # | Joueur          | Équipe        | Buts |
| - | --------------- | ------------- | ---- |
| 1 | Henryk Kempny   | CWKS Varsovie | 21   |
| 2 | Ernest Pohl     | CWKS Varsovie | 18   |
| 3 | Lucjan Brychczy | CWKS Varsovie | 16   |